# مگان الیسون
مارگارت الیزابت «مگان» الیسون (انگلیسی: Margaret Elizabeth "Megan" Ellison؛ زاده ۳۱ ژانویهٔ ۱۹۸۶) تهیه‌کننده فیلم آمریکایی و موسس آناپورنا پیکچرز است که در سال ۲۰۱۱ تأسیس شد. او به بیشتر به خاطر تهیه‌کنندگی فیلم‌های سی دقیقه پس از نیمه‌شب، او و حقه‌بازی آمریکایی شناخته شده‌است، که تمامی آن‌ها نامزدی اسکار را برای او به همراه داشت. در سال ۲۰۱۴، تایم نام وی را در لیست ۱۰۰ فرد تأثیرگذار در جهان قرار داد.

## اوایل زندگی و تحصیلات
مگان الیسون در سانتا کلارا، کالیفرنیا به دنیا آمد. او دختر رئیس میلیاردر شرکت اوراکل، لری الیسون و همسر سابق او باربارا بوث است. او یک برادر با نام دیوید الیسون دارد که او نیز تهیه‌کننده فیلم است. مگان در سال ۲۰۰۴ از پیش‌دانشگاهی قلب مقدس فارغ‌التحصیل شد و در مدرسه فیلم دانشگاه کالیفرنیای جنوبی به مدت یک سال حضور پیدا کرد.

## زندگی شخصی
الیسون به صورت عمومی اعلام کرده است که همجنسگرا است.

## فیلم‌شناسی
| سال  | فیلم                  | کارگردان                | یادداشت‌های دیگر |
| ---- | --------------------- | ----------------------- | --- |
| ۲۰۱۰ | بیداری مدیسون         |                         | |
| ۲۰۱۰ | خیابان اصلی           |                         | |
| ۲۰۱۰ | نمایش مصائب           |                         | |
| ۲۰۱۰ | شجاعت واقعی           | جوئل و ایتن کوئن        | |
| ۲۰۱۱ | گرفتن .۴۴             | ارون هاروی              | |
| ۲۰۱۲ | بی‌قانون               | جان هیلکات              | |
| ۲۰۱۲ | استاد                 | پل توماس اندرسن         | نامزد جایزه گاتهام برای بهترین فیلم |
| ۲۰۱۲ | سی دقیقه پس از نیمه‌شب | کاترین بیگلو            | نامزد جایزه اسکار بهترین فیلم نامزد جایزه بفتای بهترین فیلم نامزد جایزه گلدن گلوب بهترین فیلم درام نامزد جایزه انجمن تهیه‌کنندگان آمریکا برای بهترین فیلم      |
| ۲۰۱۲ | به آرامی بکش          | اندرو دامینیک           | |
| ۲۰۱۲ | تعطیلات بهاری         | هارمونی کورین           | |
| ۲۰۱۲ | استاد بزرگ            | وونگ کار وای            | |
| ۲۰۱۳ | او                    | اسپایک جونز             | نامزد جایزه اسکار بهترین فیلم نامزد جایزه گلدن گلوب بهترین فیلم موزیکال یا کمدی نامزد جایزه انجمن تهیه‌کنندگان آمریکا برای بهترین فیلم                         |
| ۲۰۱۳ | حقه‌بازی آمریکایی      | دیوید او. راسل          | جایزه گلدن گلوب بهترین فیلم موزیکال یا کمدی نامزد جایزه اسکار بهترین فیلم نامزد جایزه بفتای بهترین فیلم نامزد جایزه انجمن تهیه‌کنندگان آمریکا برای بهترین فیلم |
| ۲۰۱۴ | فاکس‌کچر               | بنت میلر                | نامزد جایزه گلدن گلوب بهترین فیلم درام |
| ۲۰۱۵ | نابودگر: پیدایش       | آلن تیلور               | |
| ۲۰۱۵ | جوی                   | دیوید او. راسل          | |
| ۲۰۱۶ | سگ-سوسیسی             | تاد سولوندز             | |
| ۲۰۱۶ | هر کی یک چیزی می‌خواد  | ریچارد لینکلیتر         | |
| ۲۰۱۶ | مهمانی سوسیسی         | کنراد ورنن و گرگ تیرنان | |
| ۲۰۱۶ | گروه بد               | آنا لیلی امیرپور        | |
| ۲۰۱۸ | معاون (فیلم)          | آدام مک کی              | |